# Линейное (Калининградская область)
Линейное — посёлок в Багратионовском районе Калининградской области. Входит в состав Нивенского сельского поселения.

## Население
| 2002 | 2010 |
| ---- | ---- |
| 50   | ↗53  |

## История
Первое название Арвайден, был в статусе усадебной деревней, которая с 1874 года входила в Шромбехненский уезд. 
Входила в состав прусского района Эйлау в правительственном округе Кенигсберг, прусской провинции Восточная Пруссия. 
В 1910 году усадебный район Арвейден насчитывал 66 жителей.
Переименован 1950 году в Линейное.

## Церковь
До 1945 года население было почти исключительно евангельского вероисповедания. Поселок входил в церковный округ прусский Эйлау (Багратионовск) в составе церковной провинции Восточной Пруссии церкви Старопрусского Союза.